# La Patogallina Saunmachin
La Patogallina Saunmachin es una banda de rock chileno que nace originalmente como una extensión natural del colectivo teatral La Patogallina (calificada como teatro-punk), la cual estaba al servicio de los montajes de esta compañía de teatro, pero también de su propio repertorio. En ese momento todos sus integrantes provienen del mundo teatral, iniciando primeramente un periodo de experimentación musical con mezcla de sonidos y diversos estilos latinos, entre ellos la cumbia y el rock; siendo (por su origen teatral)  una banda de rock con enorme despliegue escénico. 

En el año 2007 el grupo decide hacer un giro musical, cambian varios de sus integrantes y se empieza a trabajar en un nuevo concepto sonoro enfocado en el formato de canción, y un estilo más cercano al rock, propuesta que se plasmaría EL 2011 con en el primer disco profesional, el LP “CHILE” . Sin embargo igualmente existen dos registros anteriores de esta banda; El EP “Perdónalos por que no saben lo que hacen” y el LP “Ojos de tolueno”. 

## Miembros
- Martín Erazo - voz y bajo eléctrico
- Alejandra Muñoz - batería
- Jaime Molina - guitarra y coros
- Emilio Miranda - Teclado y coros
- Sergio Gonzalez -  bajo  y coros
- Leonardo Arias – Saxo

- Paulo Montero - Saxo

- Gonzalo Mella (actor)(fx)

- Carola Mardones (actor)

## Discografía
- LP “CHILE”
- EP “Perdónalos por que no saben lo que hacen”
- LP “Ojos de tolueno”